# Rombische triacontaëder
Een rombische triacontaëder is in de meetkunde een van de 13 catalanlichamen. Het heeft 30 zijvlakken, die alle 30 een ruit zijn, het is dus een romboëder, 32 hoekpunten en 60 ribben. Het lichaam is zijvlaktransitief. De korte en lange diagonalen van de vlakken verhouden zich volgens de gulden snede.
De oppervlakte {\displaystyle A} en inhoud {\displaystyle V} van een rombische triacontaëder waarbij {\displaystyle a} de lengte van een ribbe is, wordt gegeven door:
{\displaystyle A=12{\sqrt {5}}~a^{2}\approx 26,8328~a^{2}}
{\displaystyle V=4{\sqrt {5+2{\sqrt {5}}}}~a^{3}\approx 12,3107~a^{3}}